# هليونية
الفصيلة الهليونية (الاسم العلمي: Asparagaceae) اعتمدت كفصيلة نباتية تتبع رتبة الهليونيات من أحاديات الفلقة. تضم عدداً قليلاً من الأجناس أهمها الهليون. من جهة أخرى، يعد بعض علماء التصنيف أن هذه الفصيلة يجب ألا تكون منفصلة ويضمون نباتاتها إلى الفصيلة الزنبقية.